# Anna Sanders Films
Anna Sanders Films est une société de production de courts et moyens métrages d'artistes fondée en août 1997 par Pierre Huyghe, Charles de Meaux, Philippe Parreno, Dominique Gonzalez-Foerster et l'Association de Diffusion de l'art contemporain (Xavier Douroux et Franck Gautherot). 

## Description
Anna Sanders est un personnage inventé et le nom choisi pour cette société créé par 4 copains Pierre Huyghe, Charles de Meaux, Philippe Parreno, Dominique Gonzalez-Foerster, qui ont presque le même âge, se connaissent depuis qu'ils ont 20 ans et ont partagé les mêmes appartements.
Les projets de cette société se situent souvent entre le domaine des arts plastiques et celui du cinéma. Depuis Blissfully Yours, le film du cinéaste thaïlandais Apichatpong Weerasethakul, sorti en 2002, sélectionné pour la compétition cannoise Un certain regard et remarqué, la critique est attentive à ces projets. Une de leurs difficultés reste cependant de trouver une distribution à leurs productions atypiques,.

## Filmographie sélective
- 1995 : Vicinato, de Carsten Höller, Philippe Parreno et Rirkrit Tiravanija
- 1997 : Blanche-Neige Lucie, de Pierre Huyghe
- 1999 : Vicinato 2, de Liam Gillick, Douglas Gordon, Carsten Höller, Pierre Huyghe, Philippe Parreno, Rirkrit Tiravanija
- 1999 : Stanwix, de Charles de Meaux
- 1999 : Riyo, de Dominique Gonzalez-Foerster
- 1999 : Le Pont du trieur, de Charles de Meaux et Philippe Parreno
- 2000 : The Third Memory, de Pierre Huyghe
- 2001 : Plages, de Dominique Gonzalez-Foerster
- 2002 : Block Party, de Pierre Huyghe
- 2002 : Blissfully Yours, d'Apichatpong Weerasethakul
- 2003 : Shimkent Hotel, de Charles de Meaux
- 2013 : Mille soleils de Mati Diop